# Historia sincrónica
Historia sincrónica. Obra del siglo VIII a. C. hallada en la biblioteca de Asurbanipal que relata desde un punto de vista pro-asirio, las relaciones entre Asiria (Assur) y Babilonia (en la denominación casita, Karduniash) desde cerca del 1500 a. C. Gracias a ella se ha podido atestiguar el sincronismo.